# Emmes
Die Emmes, Immes, Ims oder Imbs bezeichnet in verschiedenen süddeutschen, lothringischen und elsässischen Dialekten einen Imbiss, ein Gastmahl oder einen Leichenschmaus (von Mittelhochdeutsch „immesse“ = Imbiss). Im Saarländischen Dialekt ist damit ein Fest mit meist einer warmen Mahlzeit und einer Zwischenmahlzeit (meist Nachmittagskaffee) gemeint, an der in irgendeiner Form die Dorfgemeinschaft Anteil nimmt, bzw. einen Besuch abstattet. Beispiele sind Kirmes, Hochzeit, (Goldene) Kommunion, Runder Geburtstag und Leichenschmaus.

## Volksfest in Saarlouis
Die Emmes in Saarlouis ist  ein Volksfest, das zum Abschluss der „Saarlouiser Woche“ seit 1967 stattfindet.
Während der gesamten Festwoche finden verschiedene Veranstaltungen statt wie Stadtteilfeste, Ausstellungen, ein Kinder-, Jugend- und Umwelttag sowie der Tag der Hilfsdienste. An Letzterem präsentieren sich Polizei, Freiwillige Feuerwehr, THW, DLRG, Malteser Hilfsdienst, DRK, ADAC (mit Rettungshubschrauber) und alle anderen Hilfsdienste und seit 2006 auch die Bundeswehr. Die Emmes dauert vom Donnerstag bis zum Samstag der ersten Juniwoche. An diesen drei Tagen sind im Zentrum der Stadt, am „Großen Markt“ und in der Französischen Straße viele Bühnen mit Livemusik und Getränkestände zu finden. Höhepunkt und Abschluss der Emmes ist das am letzten Abend stattfindende Musikfeuerwerk.
Musikalische Höhepunkte der Emmes:
- 2009: Guildo Horn und Marquess
- 2010: Andrea Berg und Christina Stürmer
- 2011: Jürgen Drews und Stefan Gwildis
- 2012: East 17 und Laith Al-Deen
- 2013: Brings, Rudolf Rock & die Schocker, Torpus & the Art Directors
- 2014: Stefan Gwildis und Silly
- 2015: Heino und Juli
- 2016: Lou Bega, Dellé und Stanfour
- 2017: Höhner und Christina Stürmer
- 2018: Radio Doria
- 2019: Marquess und Glasperlenspiel
- 2020–2022: Absage wegen der COVID-19-Pandemie
- 2023: Simply Unplugged, Markus und Geier Sturzflug
- 2024: Guildo Horn